# Nicolas Thépaut
Nicolas Thépaut (ur. 27 marca 1980 w Boulogne-Billancourt) – francuski narciarz, specjalista narciarstwa dowolnego. Najlepszy wynik na mistrzostwach świata osiągnął podczas mistrzostw w Ruka, gdzie zajął 18. miejsce w skokach akrobatycznych. Nie startował na igrzyskach olimpijskich. Najlepsze wyniki w Pucharze Świata osiągnął w sezonie 2007/2008, kiedy to zajął 36. miejsce w klasyfikacji generalnej.

## Sukcesy

### Mistrzostwa Świata
| Miejsce | Dzień    | Rok  | Miejscowość | Konkurencja        | Zwycięzca        |
| ------- | -------- | ---- | ----------- | ------------------ | ---------------- |
| 21.     | 1 lutego | 2003 | Deer Valley | Skoki akrobatyczne | Dmitrij Archipow |
| 18.     | 18 marca | 2005 | Ruka        | Skoki akrobatyczne | Steve Omischl    |
| 30.     | 4 marca  | 2009 | Inawashiro  | Skoki akrobatyczne | Ryan St. Onge    |

#### Miejsca w klasyfikacji generalnej
- 2001/2002 – 65.
- 2002/2003 – 47.
- 2003/2004 – 72.
- 2004/2005 – 41.
- 2005/2006 – 78.
- 2007/2008 – 36.
- 2009/2010 – 130.

#### Miejsca na podium
1. Moskwa – 1 marca 2008 (Skoki akrobatyczne) – 3. miejsce